# 欧阳菲
欧阳菲（20世纪？—20世纪1960年代或1970年代）女，籍贯不详，中华人民共和国翻译家。

## 生平
欧阳菲是中共烈士的女儿。小时候被中共党组织送到苏联，在苏联国际儿童院长大。后来在苏联接受高等教育。回国之后，欧阳菲到中共中央编译局工作。中共中央编译局内同志称她“菲菲”。
1949年底，毛泽东《论人民民主专政》小册子首先在哈尔滨译出，并陆续在各解放区出版。此时，共产党和工人党情报局设在罗马尼亚布加勒斯特的机关刊物《争取和平与民主》编辑部向中共索要这本小册子拟发表。中共中央编译局就由欧阳菲将这本小册子译成俄文，交给《争取和平与民主》编辑部全文发表。当时，在北京南宽街中共中央编译局局长师哲处工作的人员主要有周惠年（师哲夫人）、林利（林伯渠女儿，翻译室主任）、欧阳菲（师哲身边翻译组副组长）。
1954年5月，周恩来总理率中国政府代表团参加日内瓦会议。会议期间，为搞好中国的对外宣传，经周恩来决定，熊向晖安排，5月20日晚，中国代表团在湖滨旅馆大厅放映越剧彩色电影《梁山伯与祝英台》，吸引了大批各国记者前来观看，获得巨大成功。6月8日，周恩来宴请以艾登为团长的英国代表团，招待他们观看《梁山伯与祝英台》。此后，周恩来又将该片拿到中、苏、朝、越4国代表团的联欢会上放映，安排方祖安和欧阳菲分别翻译男女主角的对白。
1956年9月15日到17日，中国共产党第八次全国代表大会（以下简称“八大”）在北京全国政协礼堂举行。世界61个国家的党派代表团出席。中共中央编译局承担了组建“八大”翻译处的工作。苏共代表团团长米高扬称赞了翻译处欧阳菲的俄语翻译工作。
在1960年代中苏论战中，为起草论战文章及信件，1963年3月2日，中共中央正式成立“中央反修文件起草小组”，直属中共中央政治局常委，康生任组长、吴冷西任副组长，乔冠华、王力、姚臻、熊复为主要成员。组长虽是康生，实际由邓小平主持。该小组是在之前临时性质的钓鱼台写作班子的基础上成立。为将论战文章及信件译成俄文，在成立“中央反修文件起草小组”的同时，相应组成了一个翻译班子，以中共中央办公厅翻译组为基础，先后借调何长谦、欧阳菲、刘莫阳、林利、杨蕴华、罗正发、任田生、臧达楠参加工作。后在翻译“九评苏共”时，翻译班子扩大成俄文、英文、法文、西班牙文、日文五个语种，并搬到西黄城根华北饭店（后改称中直招待所）。
文化大革命期间，欧阳菲被作为“李立三特务集团成员”逮捕入狱，死在狱中。欧阳菲终身未结婚。